# La Mutuelle des étudiants
Pour les articles homonymes, voir LMDE.
La Mutuelle des étudiants (LMDE) est une ancienne mutuelle étudiante en France créée en 2000 et absorbée par Intériale (la mutuelle des fonctionnaires de police), en 2021. Elle subsiste au sein de cette dernière en tant que « marque » via une offre de services de prévention et de complémentaire santé ciblant les étudiants.
LMDE est créée par l'arrêté du 28 avril 2000 en remplacement de la Mutuelle nationale des étudiants de France (MNEF), dissoute à la suite d'une série de scandales financiers. Elle est alors à la fois gestionnaire du régime étudiant de sécurité sociale et une mutuelle santé.
Dès son lancement, la mutuelle manque de fonds propres et doit assumer les dettes de la MNEF. À partir de 2012, ses difficultés financières vont mener à des problèmes de gestion souvent relayés dans la presse. En 2015, LMDE doit céder la gestion du régime obligatoire à la CNAM et se recentrer sur ses activités de prévention et de complémentaire santé. En 2016, LMDE est contrainte de rejoindre le groupe Intériale (qui devient la mutuelle substituante de LMDE).
Fin 2021, LMDE officiellement est absorbée par Intériale. Cette dernière conserve le nom et la « marque » LMDE et continue à proposer ses services.

## Historique

### Création
La création de la Mutuelle des étudiants fait suite à la disparition de la MNEF (Mutuelle nationale des étudiants de France) en 2000, consécutivement à des dérives de gestion. La disparition de cette dernière laisse un vide derrière elle. Certains acteurs mutualistes, notamment la FNMF, craignent que l'absence d'une mutuelle étudiante nationale favorise le développement du secteur assurantiel au détriment du mutualisme.
Des organisations étudiantes pourtant concurrentes (UNEF, UNEF-ID et FAGE) vont alors refonder ensemble une nouvelle mutuelle étudiante nationale, d'abord abrégée "la MDE". Cette dernière hérite des salariés et des bâtiments de la MNEF. Ces organisations étudiantes ne disposant pas des capitaux nécessaires, la FNMF, la MGEN (Mutuelle générale de l'Éducation nationale) et la Matmut vont souscrire des bons participatifs et constitueront ainsi les fonds propres de départ. LMDE est en concurrence avec un second acteur, différent dans chaque région, ayant également délégation par l'État pour gérer le régime étudiant de sécurité sociale : les SMER.
À sa création, il est décidé que l'âge maximum des administrateurs de LMDE ne pourrait pas dépasser 29 ans, alors le seul organisme au monde à être gouverné de la sorte. D'avril 2000 à juin 2001, LMDE est dirigée par un conseil provisoire.

### Développements
En juin 2001, Caroline Seiler, ancienne dirigeante de l'UNEF-ID, est nommée présidente de LMDE, et Karine Delpas secrétaire générale. En 2003, la présidente Caroline Seiler est révoquée par le conseil d'administration qui lui reproche un manque d'information et de transparence. Elle est remplacée par Michaël Delafosse.
En 2005, la FAGE se retire de la gestion de la mutuelle, l'UNEF (réunifiée) prend donc le contrôle exclusif de la LMDE. En 2006, LMDE et le groupe Banque populaire signent un partenariat de 5 ans pour créer l'association Autonomie et solidarité pour les étudiants (ASE) qui offre aux étudiants de la mutuelle de financer leurs études et de s'installer sans avoir recours à une caution parentale. LMDE monte au créneau pour rétablir la visite médicale obligatoire lors de la première année universitaire, obligation supprimée par le gouvernement deux ans plus tôt. En décembre 2009, Gabriel Szeftel remplace Damien Berthilier à la présidence de LMDE.
À partir de 2015, la CNAM reprend les activités de gestion du régime obligatoire des étudiants à LMDE.

### Difficultés financières
Alors que la MNEF gérait 800.000 étudiants ayants-droit, la nouvelle MDE n'en gère que 640.000 à son lancement. La MDE hérite d'une assignation en justice pour le licenciement de 96 salariés de la MNEF, de 190.000 dossiers de remboursement non-traités par la MNEF et de 29 millions d'euros de dette. Dès 2001, LMDE - ayant été créée sans fonds propres et avec un déficit atteignant 72 millions de francs dès sa première année d'opération - se trouve en situation de cessation de paiement. Le gouvernement et les grandes fédérations mutualistes mettent sur pied en mai 2001 un plan de sauvetage sur 3 ans.
En février 2013, la dette de LMDE atteint 65 millions d'euros,. À la suite de ces problèmes, elle est adossée à la MGEN en septembre 2013, puis, par décision de l'Autorité de Contrôle Prudentiel et de Résolution, elle est placée sous administration provisoire le 3 juillet 2014, entraînant ainsi la suspension de tous les mandats des étudiants à son Conseil d'Administration. Le 9 février 2015, devant la gravité de la situation financière (35 millions d'euros de dettes), l'administratrice provisoire obtient le placement de la mutuelle sous procédure de sauvegarde judiciaire, permettant ainsi de geler les dettes pour une période de six mois.
Les diverses difficultés de gestion ont poussé la MGEN à prendre ses distances de la mutuelle étudiante. Pour faire face à ses difficultés de gestion dans cette situation d'isolement, la LMDE doit, le 1er octobre 2015, se résoudre à transférer à la CNAM de la gestion administrative du régime obligatoire, ainsi que 480 de ses 600 employés, ce qui permet de régler de nombreux problèmes de gestion auxquels LMDE faisait face.

### Absorption par Intériale
Le 1er janvier 2016, la mutuelle Intériale prend en substitution les engagements assurantiels de LMDE, puis le 11 avril 2016, le Tribunal de Grande Instance de Créteil homologue le plan de sauvegarde de LMDE. Le tribunal souligne alors que LMDE présente désormais « des perspectives sérieuses de redressement de son activité ». En 2019, du fait de la substitution par Intériale de l'activité de la LMDE, cette dernière perd son agrément auprès de l'ACPR.
L'adossement de LMDE à Intériale Mutuelle s'avère, pour cette dernière, plus coûteuse que prévu. En effet, la mutuelle étudiante cumulait un "fonds propre négatif" d'une hauteur de 43 millions d'euros, que Intériale devait alors assumer. Un accord est finalement trouvé avec la CNAM, qui assumera la résorption de ce passif à la hauteur de 20 millions d'euros, le reste de l'effort financier incombant à Intériale. Le 26 septembre 2019, Intériale vote une résolution de fusion-absorption de LMDE, mais le projet d'absorption est finalement repoussé du fait de la crise sanitaire. Cette absorption est finalement définitivement actée par LMDE le 16 juin 2021 puis par Intériale le 17 juin 2021, et rendue effective le 3 novembre de la même année.
Intériale décide de conserver la "marque" LMDE afin de maintenir des offres ciblées spécifiquement envers les étudiants. De cette manière, l’absorption ne génère aucun changement pour les bénéficiaires de LMDE.
En 2021, ce sont 30 000 étudiants qui sont couverts par Intériale via sa « marque » LMDE.

## Activités
LMDE est la marque de la mutuelle Intériale qui commercialise des offres de mutuelle santé pour les jeunes et étudiants.

## Fonctionnement interne

### Instances élues
Avant son absorption, la LMDE était dirigée par les délégués de l'Assemblée Générale (AG), élus pour deux ans. Les élections étaient ouvertes à tous les adhérents de la LMDE, c'est-à-dire à tous ceux qui avaient acheté une complémentaire santé. Entre les années 2000 et 2019 (période pendant laquelle la LMDE assurait l'affiliation au régime étudient de sécurité sociale) les étudiants affiliés au centre de sécurité sociale de la LMDE, mais non-adhérents, ne possédaient pas le droit de vote. Ainsi, pour l'année 2017, 91 713 adhérents étaient invités à participer au scrutin, pour 850 000 affiliés revendiqués par la mutuelle. Le vote s'effectuait par un scrutin de listes à un tour, la répartition des élus se faisant à la proportionnelle au plus fort reste.
L'AG élisait ensuite un Conseil d'Administration (CA) pour trois ans, sur la base de listes. Le CA était statutairement à parité et ne pouvaient être élus que les étudiants de moins de 28 ans. Cette dernière disposition avait pour but de maintenir une réalité étudiante dans la gestion de la LMDE.
Enfin, le CA élisait le Bureau National (BN).

### Élections
Il n'y a plus d’élections internes à la mutuelle depuis 2021, année durant laquelle la LMDE a été absorbée par la Intériale et a donc disparu en tant que mutuelle autonome.
L'Assemblée Générale était composée de délégués élus par "section de vote" géographiquement définies. Le nombre de délégués désignés était proportionnel au nombre d'adhérents de la mutuelle (environ 1 délégué pour 1000 adhérents).
En 2017, les listes de l'UNEF ont obtenu la totalité des 90 délégués. Elles étaient les seules en lice. Le taux de participation s'est élevé à 2,42%, soit 2 218 votants sur un corps électoral constitué de 91 713 adhérents. Le nombre de votes blancs ou nuls a atteint les 23%.
En 2019, les listes de l'UNEF ont obtenu la totalité des 57 délégués. Elles étaient les seules en lice. Le taux de participation s'est élevé à 1,28%, soit 749 votants sur un corps électoral constitué de 58 617 adhérents. Le nombre de votes blancs ou nuls a atteint les 15%.
En 2021, les listes de l'UNEF ont obtenu la totalité des 27 délégués. Elles étaient les seules en lice. En revanche, la LMDE ne publiait plus aucune information sur les détails de ces résultats électoraux (corps électoral, participation, votes blancs...).
De ce fait, sur les dernières années de vie de la mutuelle, tous les administrateurs étaient issus de l'UNEF et rémunérés en moyenne entre 1 000 et 1 400 euros, certains touchant jusqu'à 2 200 euros par mois (soit un total de 250 000 euros pour la vingtaine d'administrateurs).

### Présidents
- 2000-2001 : Éric Chenut
- 2001-2003 : Carine Seiler[4]
- 2003-2006 : Michaël Delafosse[5]
- 2006-2009 : Damien Berthilier
- 2010-2012 : Gabriel Szeftel[9]
- 2012-2015 : Vanessa Favaro
- 2015-2018 : Romain Boix
- 2018-2020 : Pauline Raufaste[35]
- 2020-2021 : Abdoulaye Diarra

## Critiques
En septembre 2012, l'association UFC-Que choisir dénonce d'importantes lourdeurs administratives à la LMDE.
En décembre 2012, un rapport sénatorial constatant les dérives des mutuelles étudiantes, notamment les retards de remboursements, les « frais de gestion exorbitants » et autres dysfonctionnements « et particulièrement de la LMDE » en comparaison avec celui de l'assurance-maladie, propose de supprimer les mutuelles étudiantes. En 2013, la Cour des comptes décrit les dérives de fonctionnement de système pointant la « LMDE tout particulièrement ». L’UFC-Que choisir à la suite d'une enquête auprès de 850 étudiants dénonce un « système aussi défavorable aux étudiants qu’onéreux pour la collectivité ». En mai 2015, la presse évoque à nouveau les nombreuses mésaventures des affiliés de la mutuelle. Le Défenseur des droits pointe du doigt les problèmes les plus criants tels que les difficultés pour être remboursé, le fait d'étudiants privés de Sécurité sociale effective, « parfois pendant plusieurs mois » ainsi que d'autres services défaillants.
Pour Vanesse Favaro, présidente de LMDE, ces problèmes sont liés aux difficultés de trésorerie de LMDE qui, dès 2012, ont forcé la mutuelle à se défaire d'un quart de son effectif. La relation avec les adhérents et les retards se sont cumulés. L'entrée de la MGEN dès 2013 a permis de redresser la barre.
Le quotidien Le Monde avance que les mutuelles étaient utilisées pour financer certains syndicats étudiants en précisant qu'« aux élections de la LMDE seule l'UNEF présente des listes », ce qui permet au syndicat d'obtenir « l'ensemble des postes d'administrateurs délégués ». Il soutient que « l'UNEF, et par extension la LMDE, sont historiquement très proches du PS », critique reprise par la SMER qui dénonce le financement de l'UNEF, par le biais de la mutuelle étudiante ainsi que la proximité avec le Parti socialiste. Selon Le Nouvel Observateur, le gouvernement socialiste n’envisagerait aucune réforme, la LMDE étant « une vitrine pour l'Unef, vivier de cadres pour le PS ». Elle avance que « l'organisation de la LMDE serait 34 % moins efficace que celle de la Sécu ». En 2014, les médias évoquent des pratiques rappelant les dérives de la MNEF, notamment emplois fictifs et « rémunérations de dirigeants sans commune mesure avec leur activité réelle »,.